# Eugène Standaert
Eugène Hippolyte Ghislain Standaert, né le 4 décembre 1861 à Bruges et décédé le 15 novembre 1929  à Renaix est homme politique belge flamand, membre du parti catholique.
Il fut docteur en droit.

## Carrière politique
- 1898-1906: conseiller provincial de la province de Flandre-Occidentale;
- 1906-1921: député de l'arrondissement de Bruges;
- 1923-1929: député de l'arrondissement de Bruges, en suppléance de Amedée Visart de Bocarmé.

## Ouvrages
- Chez le bon père Gand, 1898.
- Les partis politiques au Canada Bruxelles, 1911.
- Monténégro, La Revue générale, 11/1912, 666-680.
- Een Belgische zending in het land der Boeren, La Haye, 1915, traduit en anglais, français et sud-africain.

## sources
- Bio sur ODIS